# Institut Lumière
L' Institut Lumière ("Lumière Institute") és una organització francesa, formada per un cinema i un museu, amb seu a Lió (França), orientada a la promoció i la preservació d'aspectes del cinema francès. L'Institut Lumière és un museu que reconeix la contribució al cinema d'Auguste i Louis Lumière, inventors del cinematògraf i els germans lionesos considerats "pares del cinema" .

## Història
Va ser fundada l'any 1982 per Bernard Chardère i Maurice Trarieux-Lumière, net de Louis Lumière. Bertrand Tavernier n'era el president i Thierry Frémaux n'és el director. El museu es troba a la casa de la família Lumière, al barri Monplaisir de Lió. La pel·lícula La Sortie de l'usine Lumière à Lyon és una de les primeres pel·lícules que s'han fet mai i es va rodar als voltants de l'Institut.
Va ser l'any 2002 que Dominique Païni, aleshores director del Departament de Desenvolupament Cultural del Centre Georges Pompidou, va dissenyar l'escenografia del curs actual, segons les tres plantes i vint-i-una sales obertes al públic.

## Cinema
El cinema de l'Institut Lumière projecta una àmplia gamma de pel·lícules d'arreu. A més, cada octubre acull el Festival Lumière, un festival que celebra i rememora la història del cinema, tant la de l'internacional com la del pròpiament francès.
Durant la celebració del festival cinematogràfic, l'Institut Lumière s'utilitza com a seu, juntament amb altres sales de cinema de Lió, per projectar-hi les pel·lícules seleccionades anualment.

## Museu
El Museu Lumière ret homenatge als germans Louis i Auguste Lumière i presenta les troballes més rellevants de la seva casa familiar de Lió. L'any 2002, el que era el Director del Departament de Desenvolupament Cultural del Centre Georges Pompidou, Dominique Païni, va concebre l'escenografia i el recorregut actual del museu, el qual consta de tres plantes i vint-i-una habitacions totalment obertes al públic.
El museu cedeix, naturalment, un espai destacat al cinematògraf, l'invent més famós dels germans Lumière.
Mitjançant la col·lecció de càmeres antigues reunida pel Dr. Paul Génard, l'exposició presenta obres mestres de la tècnica com el kinetoscopi d'Edison, el cronofotògraf de Demenÿ o el mateix cinematògraf dels Lumière, que va projectar les deu primeres pel·lícules el 28 de desembre de 1895 al Grand Café de París davant els 33 espectadors de la primera projecció pública que no era de franc. Poques setmanes després, els operadors Lumière van viatjar per tot el món per tal de filmar altres països i cultures diferents. Les pel·lícules que es poden veure projectades al museu tracten de la seva curiositat, del seu sentit de l'enquadrament i l'estètica. Una de les sales està dedicada al més famós d'aquests aventurers, Gabriel Veyre, qui va desplaçar-se fins l'Amèrica llatina i fins l'Àsia per filmar i fotografiar-les.
Altres aparells que també s'hi poden trobar són el Photorama, les plaques autocroma i fotografies en relleu fetes pels Lumière i els seus familiars gràcies al verascope de Jules Richard, documents que han servit com a magnífic documentari d'una família burgesa de finals del segle xix i principis del XX.
Més enllà de la imatge, els dos germans també van treballar en camps tan variats com el so, la mecànica i la investigació mèdica. L'exposició que s'ofereix al museu també permet descobrir la "main-pince" una pinça de mà que Louis va desenvolupar per tal de curar els amputats durant la Primera Guerra Mundial i el Tulle gras, el qual va ser desenvolupat per Auguste amb l'objectiu de curar ferides i cremades durant el conflicte bèl·lic.

## Rehabilitació de les fàbriques
La rehabilitació de les antigues fàbriques de Lumière va ser confiada a l'arquitecte Pierre Colboc i a l'arquitecte en cap dels monuments històrics Didier Repellin, associat a l'agència dUCKS Scéno per a l'escenografia del cinema i els espais exteriors.

## Imatges

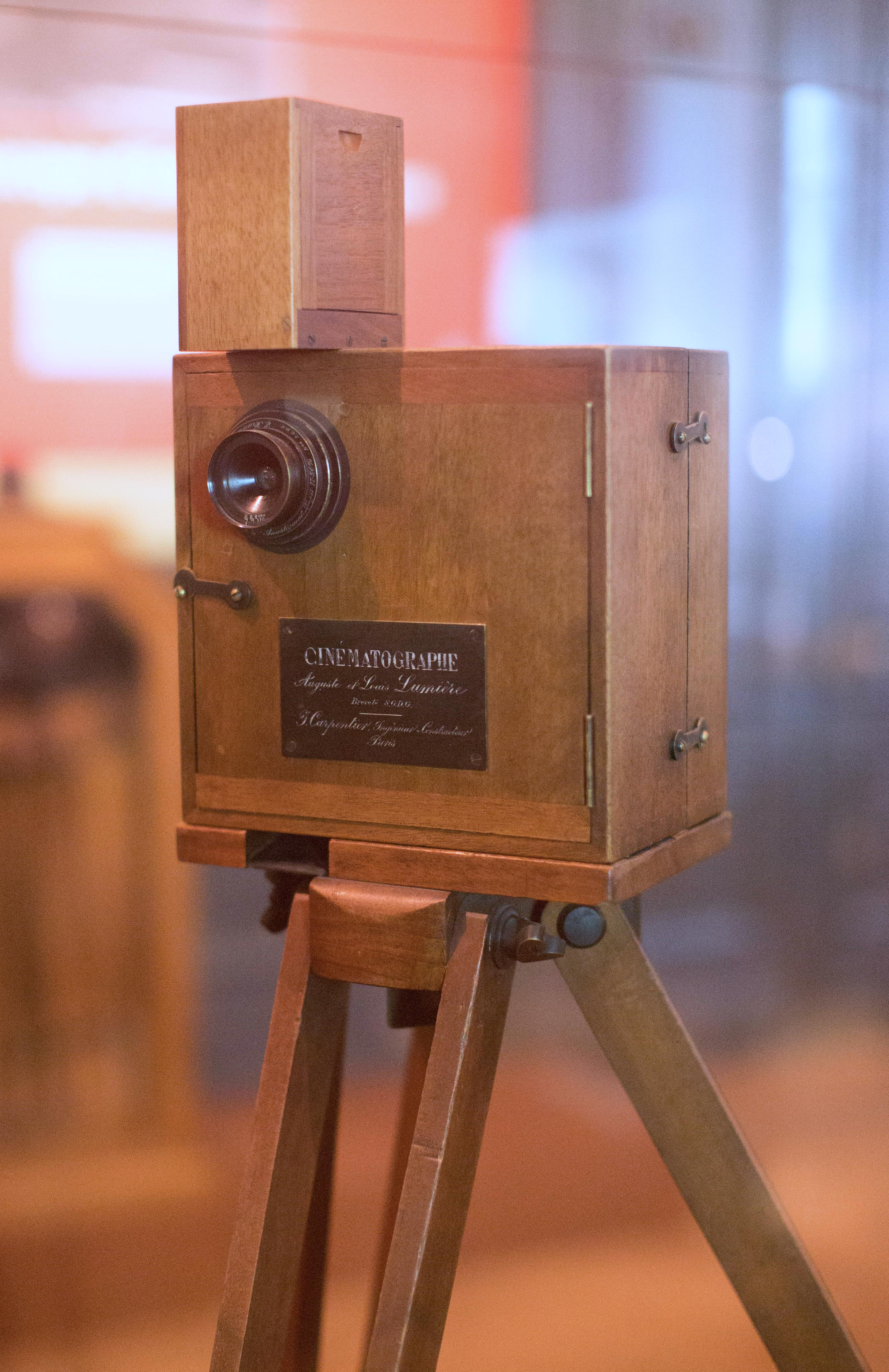
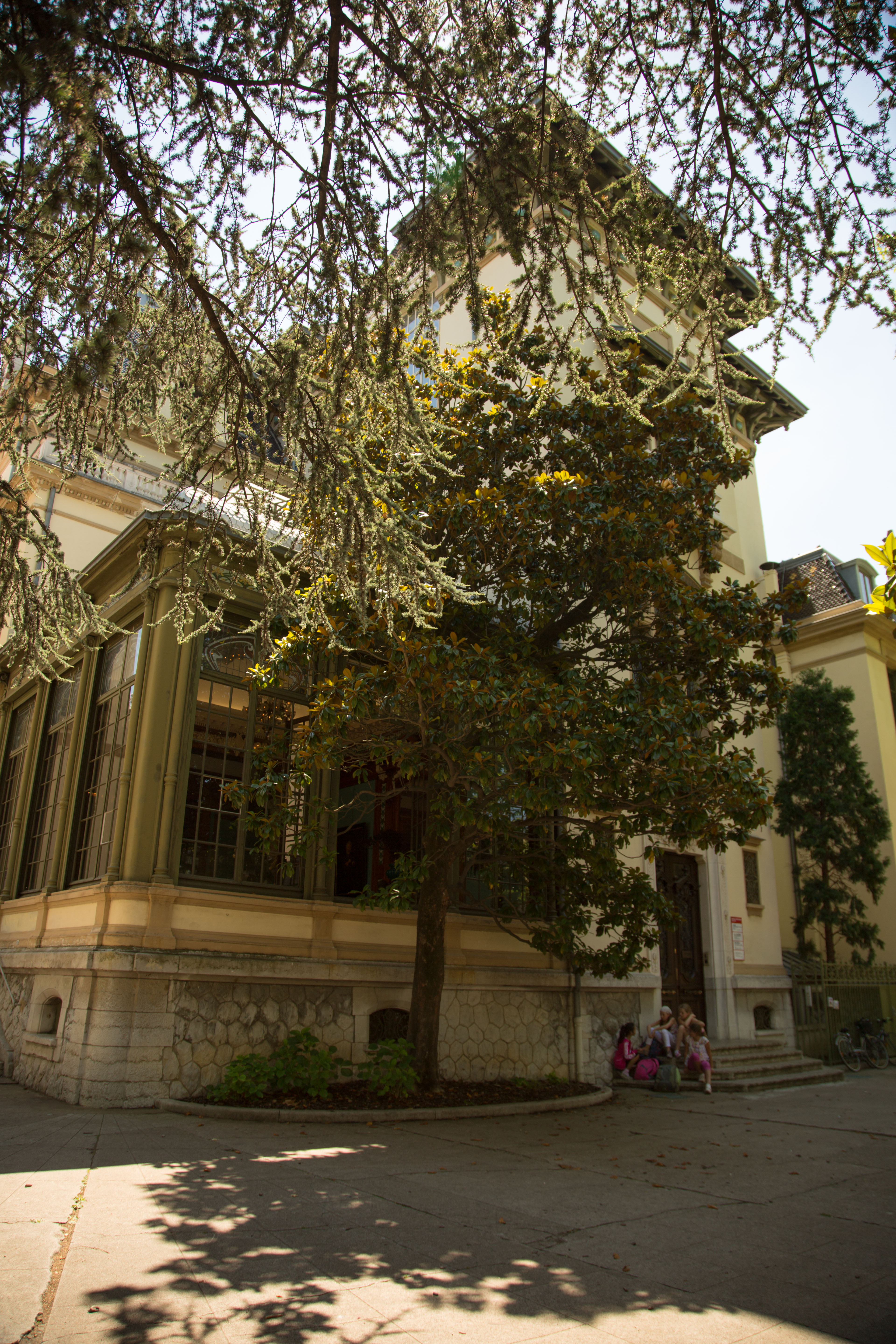
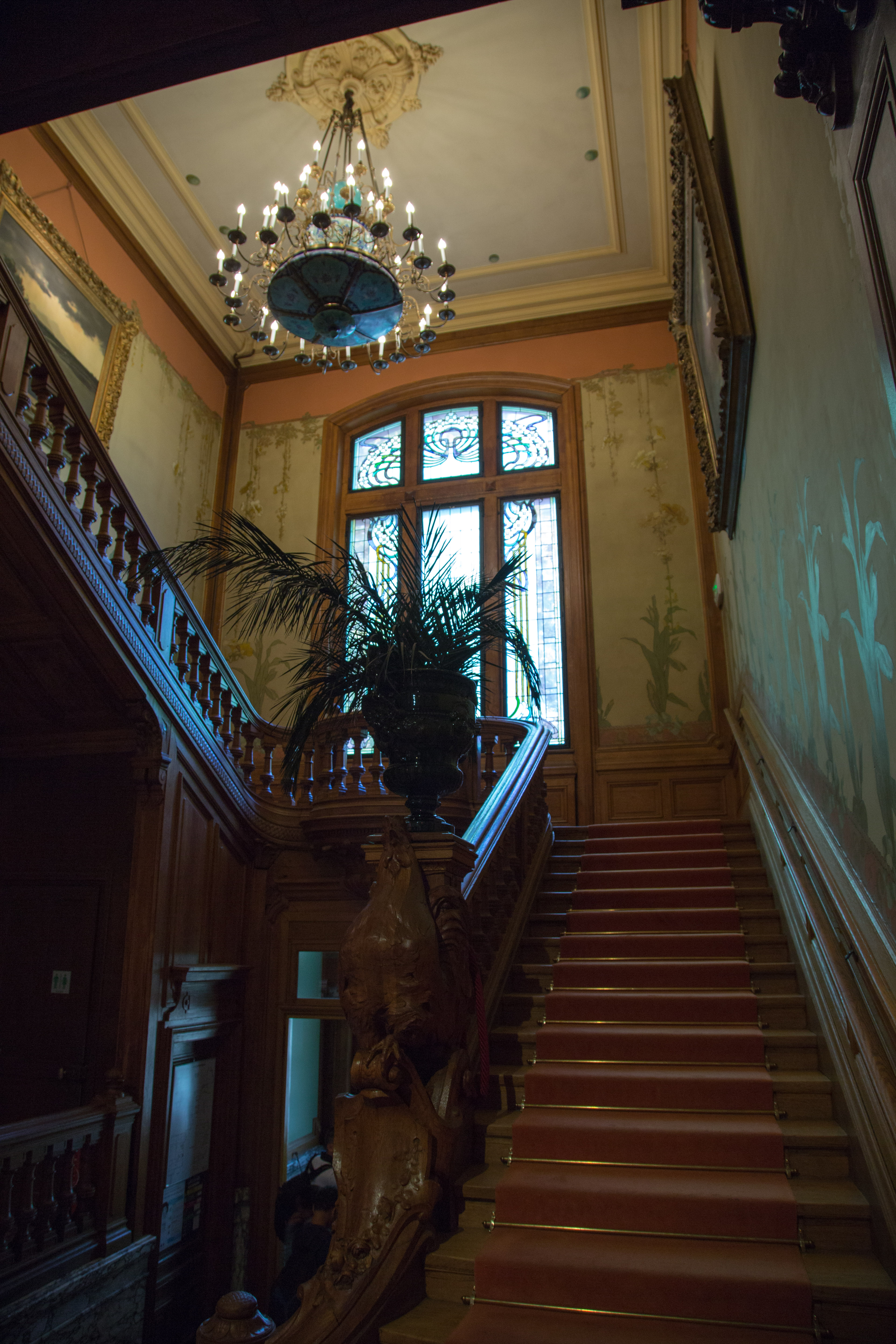
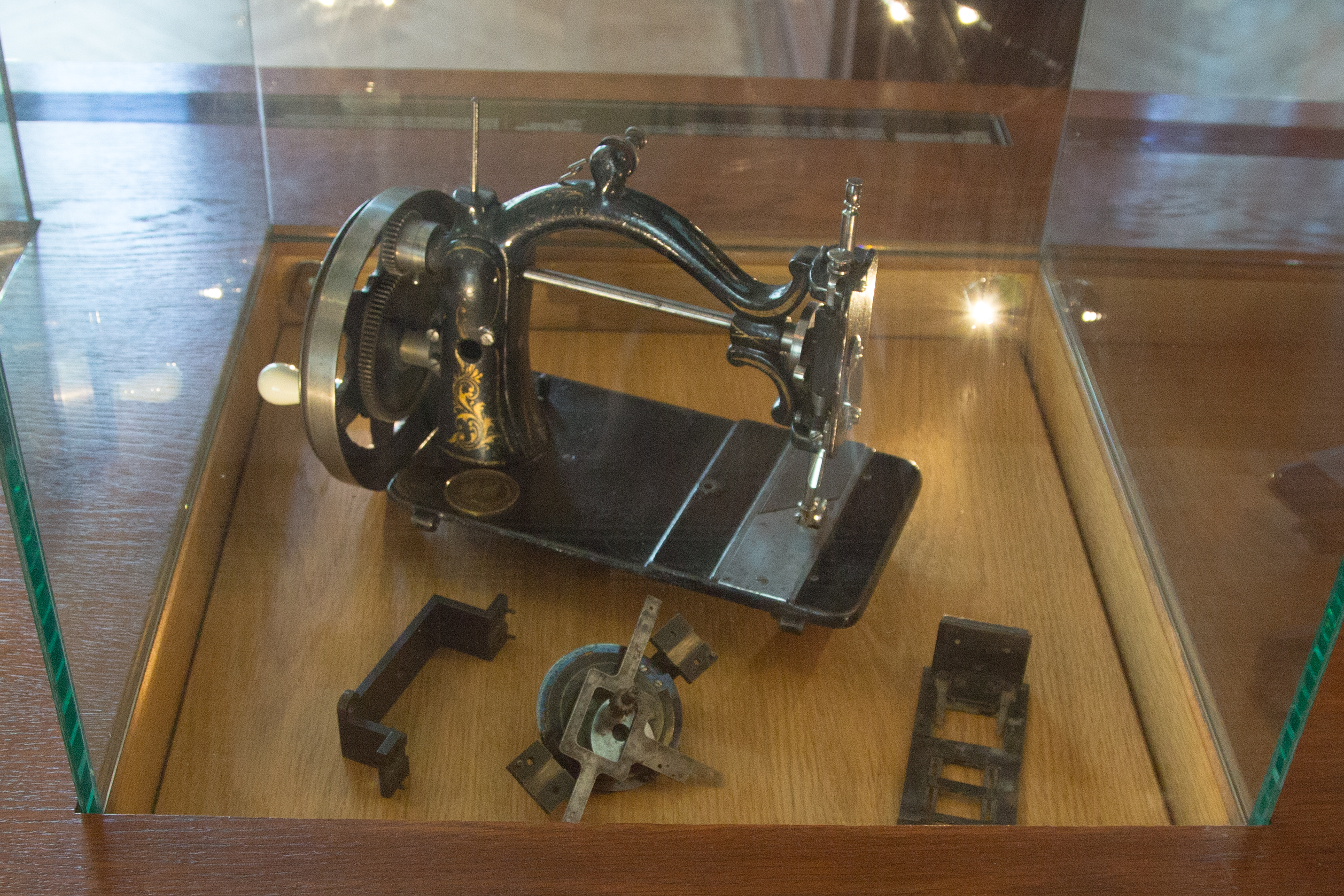
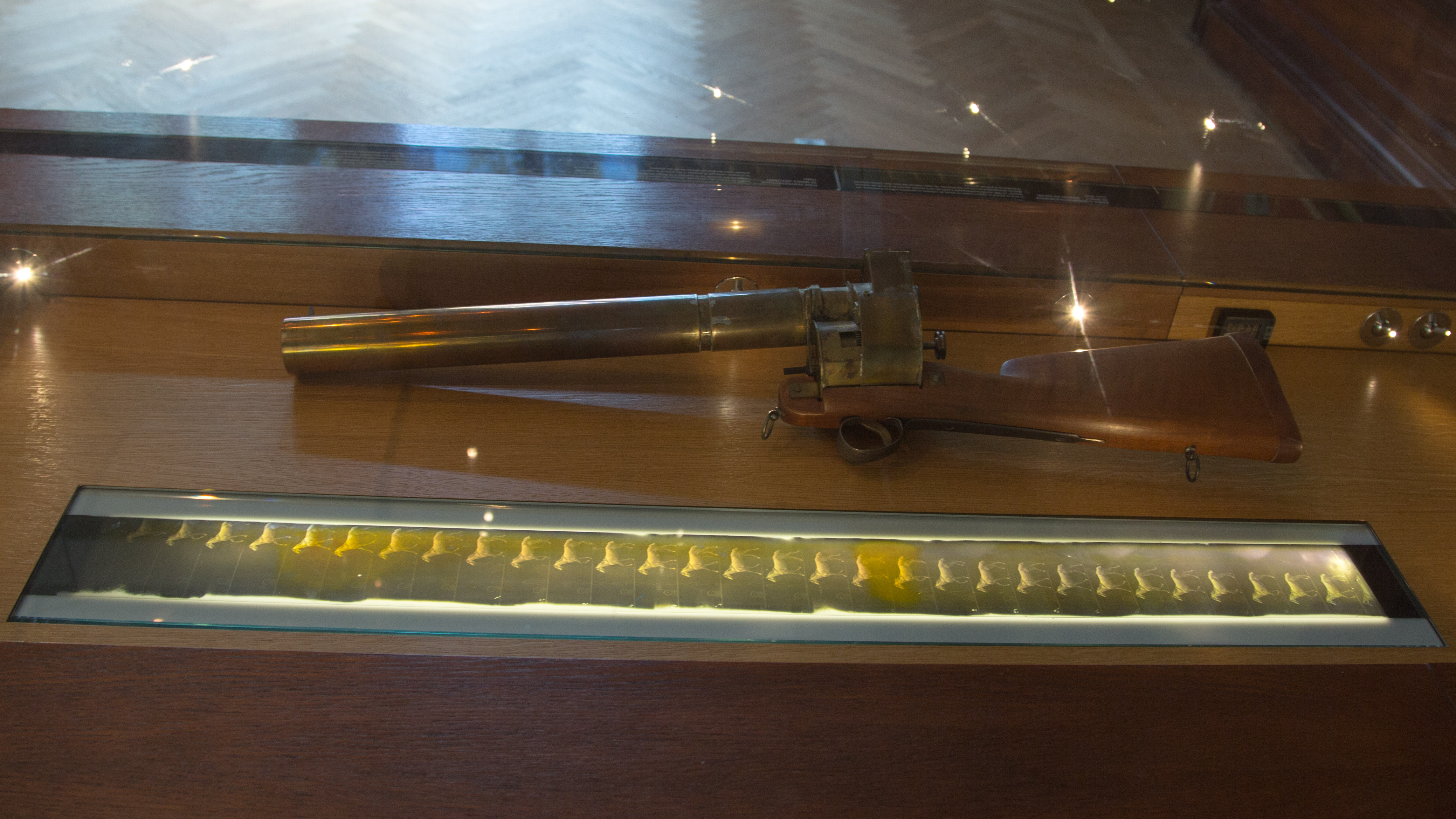
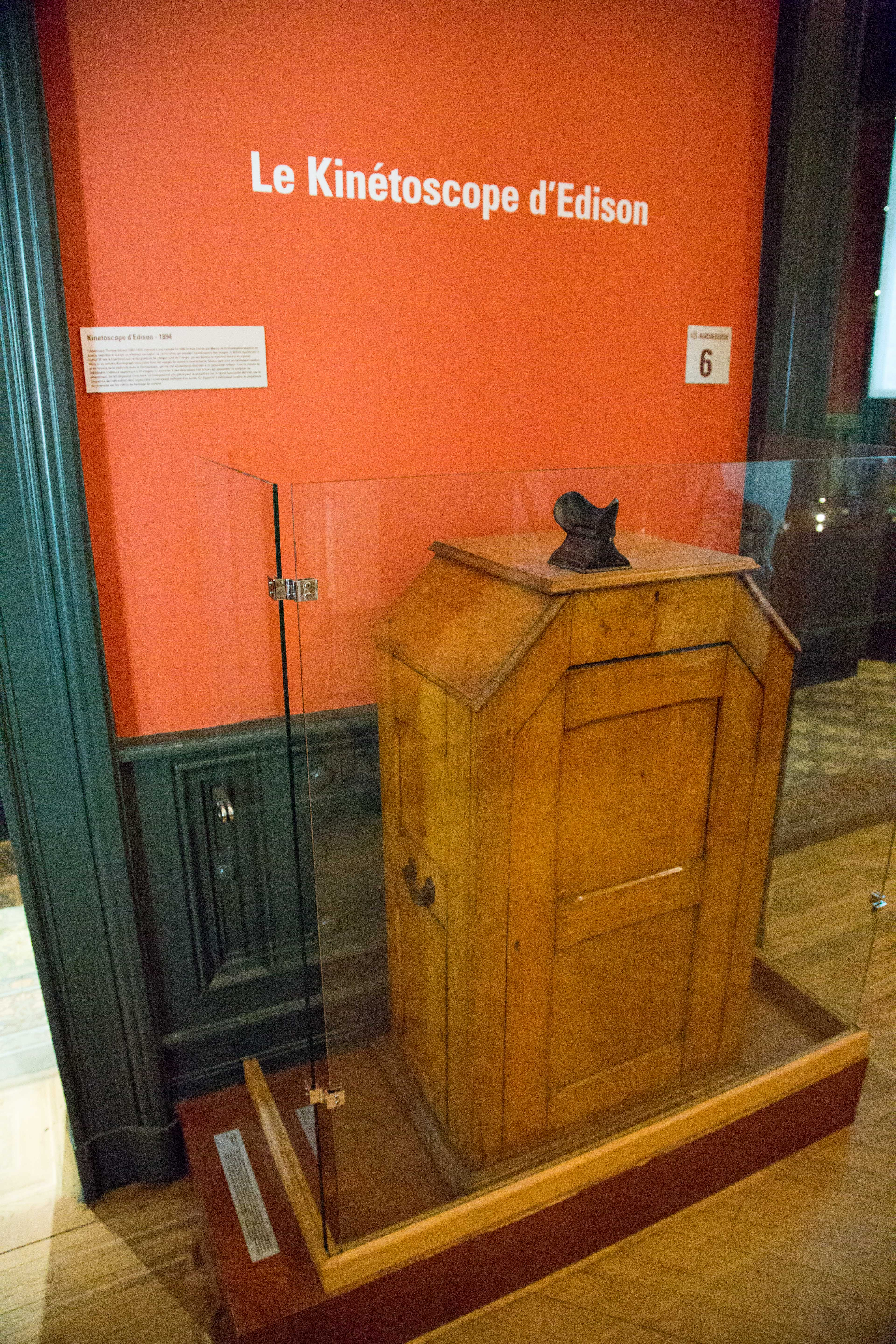
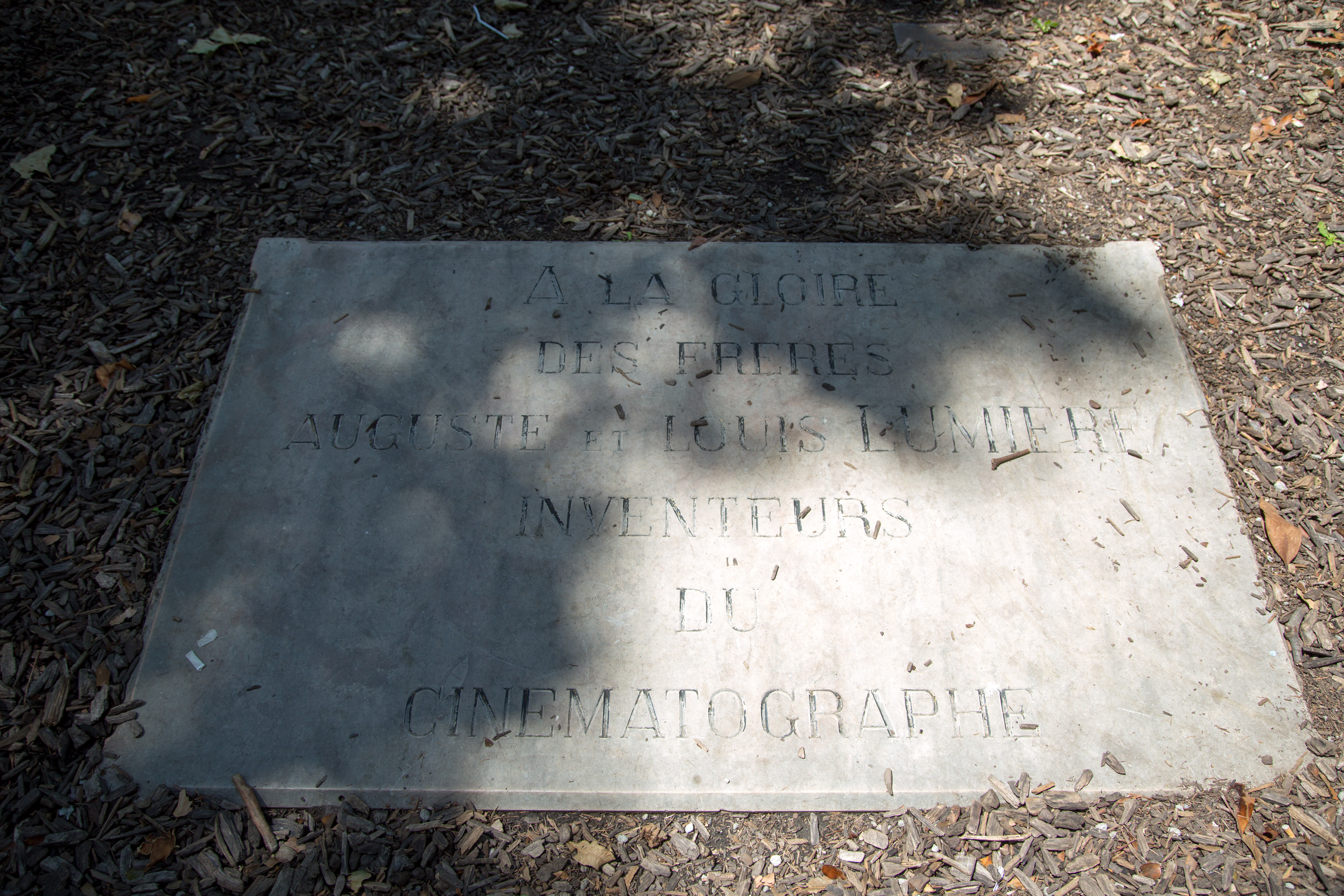
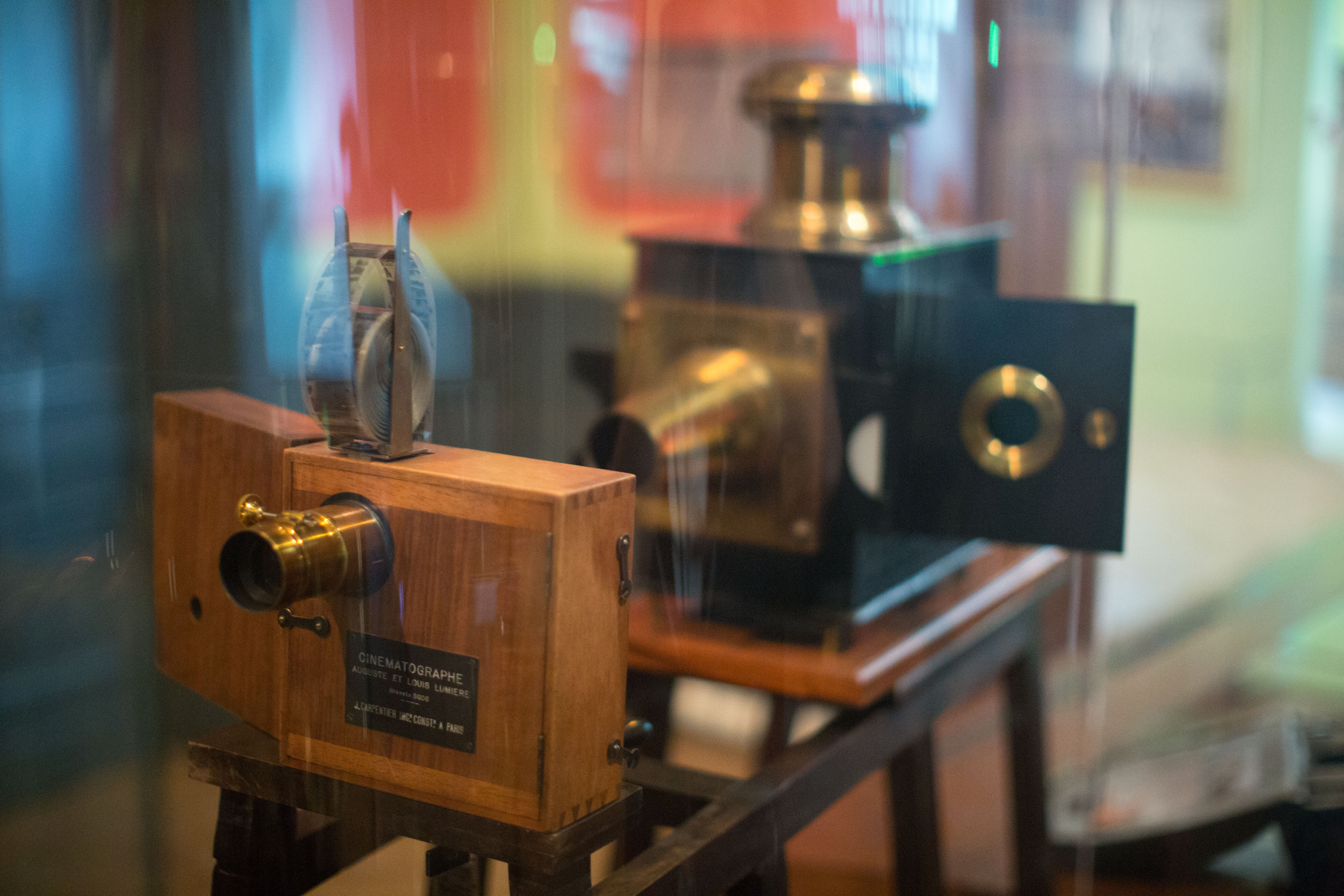
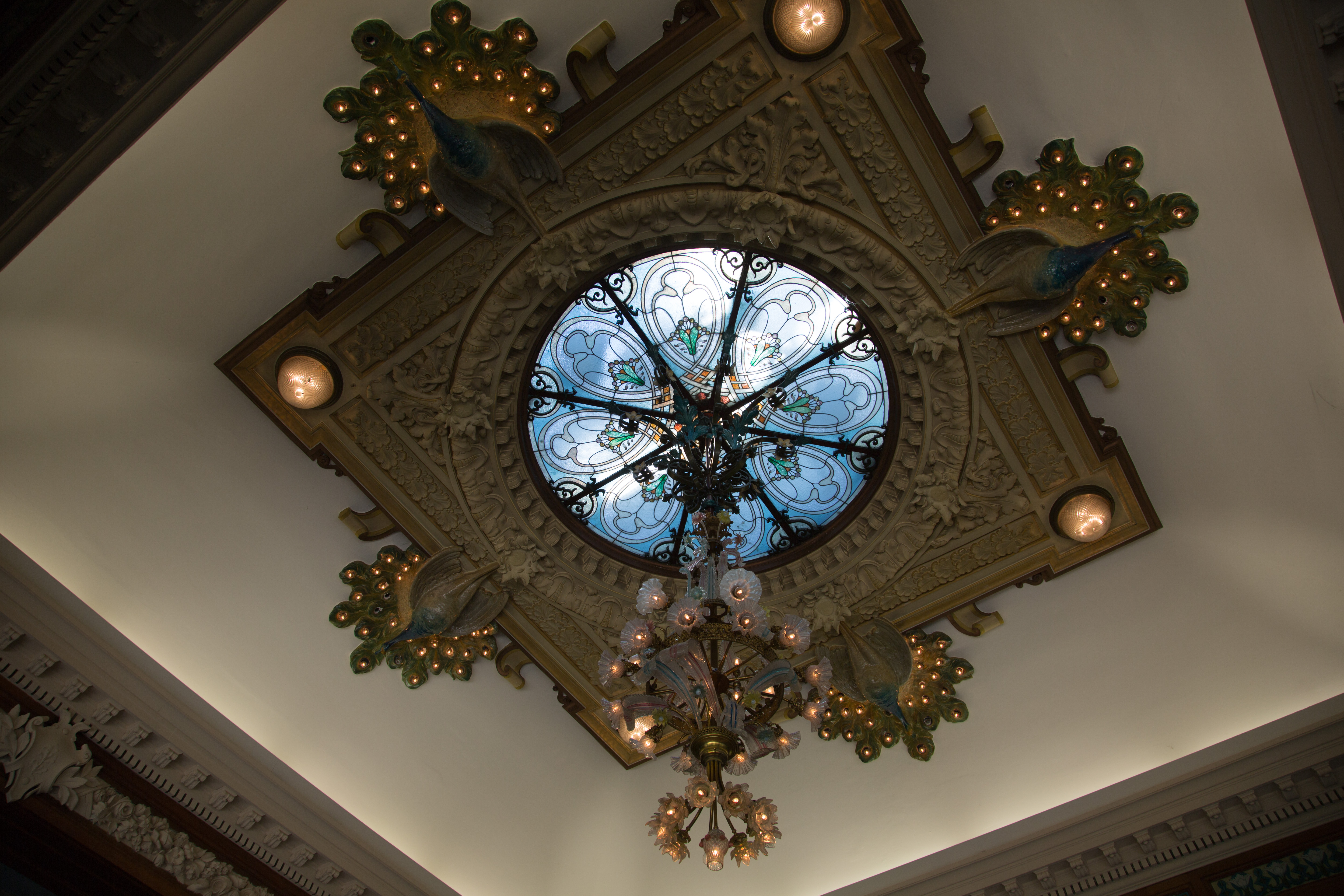
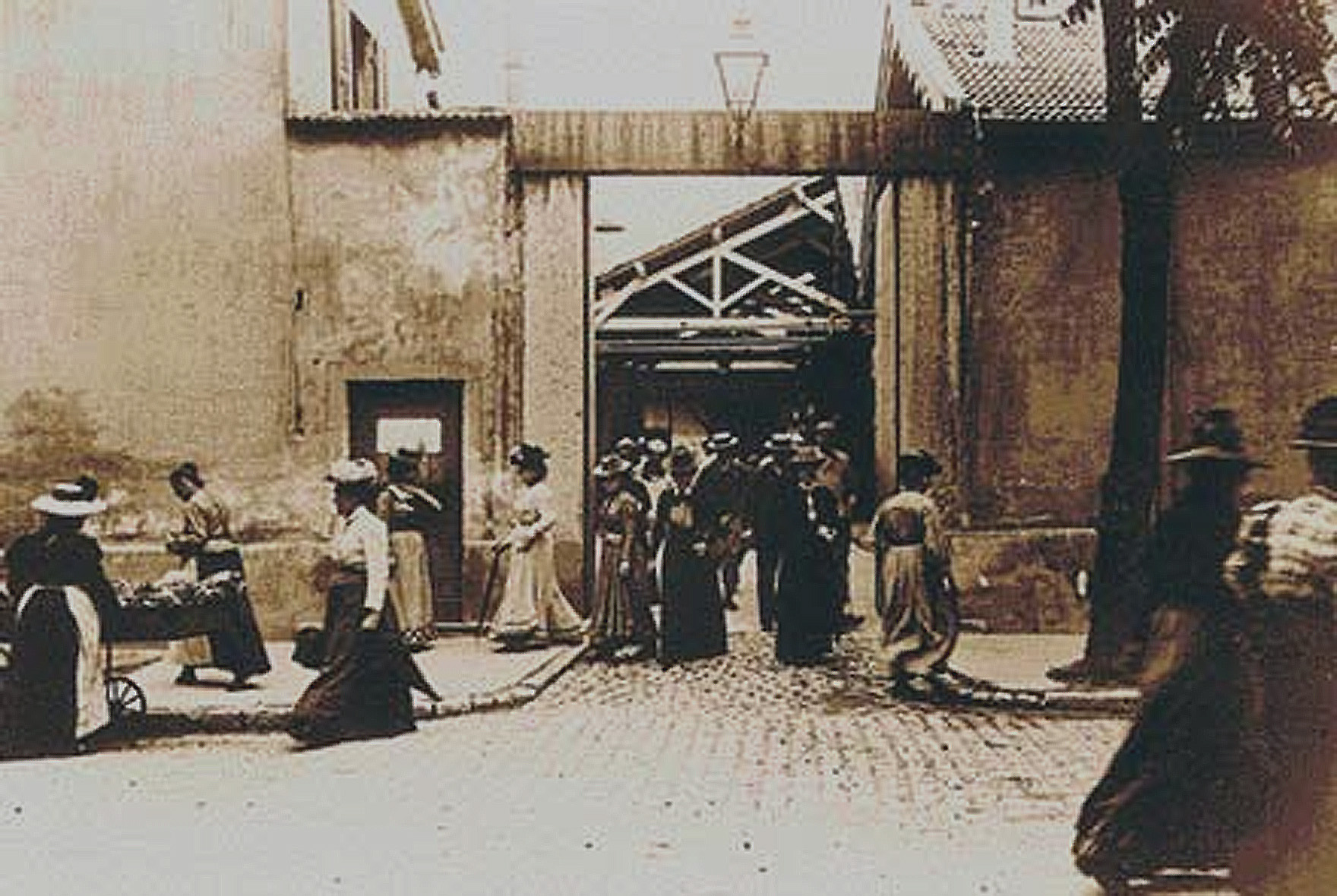
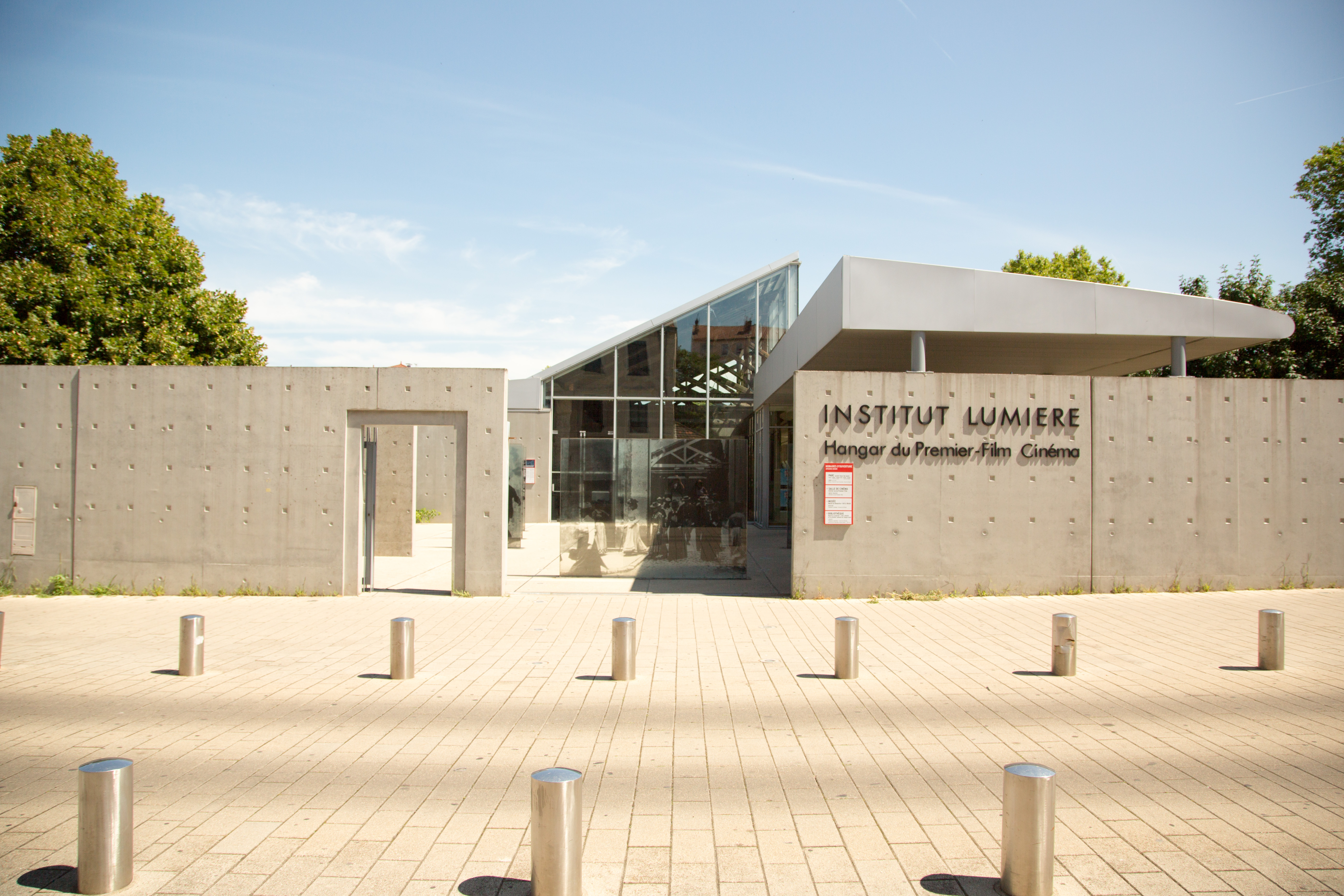
L'actual porta d'accés a l'institut, amb un vidre mostrant el lloc on els treballadors de la fàbrica eren filmats per realitzar la pel·lícula La sortida dels obrers de la fàbrica.